# Ермолаева, Елена Валерьевна
Елена Валерьевна Ермолаева (2 апреля 1982) — российская биатлонистка, призёр чемпионата России, тренер. Мастер спорта России.

## Биография
В качестве спортсменки представляла город Санкт-Петербург. В 2008 году на чемпионате России завоевала бронзовую медаль в командной гонке в составе сборной Санкт-Петербурга. Также становилась призёром неофициальных турниров, в частности соревнования на призы заслуженного тренера СССР Владимира Климова (Мурманск, 2007). В конце 2000-х годов завершила карьеру.
Более 10 лет работает тренером по биатлону в Республике Коми. По состоянию на 2018 год — старший тренер сборной региона. Среди её воспитанников — призёр летнего чемпионата России и участница летнего чемпионата мира среди юниоров Юлия Сидоркина.